# Falk Zimmermann
Falk Zimmermann (* 9. Juni 1971 in Berlin) ist ein deutscher Volleyball- und Beachvolleyballspieler. Er war dreimal deutscher Vizemeister im Sand.

## Karriere

### Beach
Zimmermann war zunächst nur als Freizeitspieler aktiv. Dennoch wurde er 1994 mit Matthias Kuring Dritter bei der deutschen Meisterschaft. Im nächsten Jahr konnte er ein CEV-Turnier in Griechenland gewinnen und belegte in der europäischen Rangliste den dritten Platz. Bei der deutschen Meisterschaft 1996 unterlag er an der Seite von André Fröhlich erst im Endspiel den Titelverteidigern Jörg Ahmann und Axel Hager. Drei Jahre später konnten Zimmermann und sein neuer Partner Sergej Sergejew dieselben Gegner im Halbfinale bezwingen, ehe sie im Finale Oliver Oetke und Andreas Scheuerpflug über drei Sätze forderten. 2002 spielte Zimmermann mit Christoph Dieckmann und wurde nach einer Endspiel-Niederlage gegen Thomas Hikel und Marvin Polte zum dritten Mal deutscher Vizemeister.

### Halle
Neben seiner beruflichen Tätigkeit spielte Zimmermann in seiner Heimatstadt für den Bundesligisten Eintracht Innova Berlin. Mit den Volley Dogs Berlin schaffte er 2002 den Aufstieg in die erste Liga. Nach der Saison wechselte er zu den Netzhoppers Königs Wusterhausen, wo er als Mittelblocker und auf der Diagonalposition eingesetzt wurde.